# Julius Obst
Julius Obst (* 23. September 1878 in Rödelheim; † 2. Februar 1950 in Montevideo) war ein deutscher Bildhauer. In seiner Brüsseler Zeit signierte er seine Arbeiten auch als Jules Olest und Jules Oleste.

## Leben
Julius Obst wurde 1878 in Rödelheim bei Frankfurt am Main als Sohn des Schriftsetzers Leopold Obst geboren. Er entstammte einer jüdisch geprägten Familie und hatte zumindest einen älteren Bruder, der später dem NS-Regime zum Opfer fallen sollte. Nach dem Besuch der Realschule des Philanthropin, einer Musterschule der israelitischen Gemeinde in Frankfurt, wohin die Familie zuzog, machte Obst zunächst eine Stuckateurlehre beim Stuckateur und Bildhauer Franz Born. Damals eignete er sich auch das Arbeiten in Stein an, wichtige Voraussetzung für seine spätere Berufsausübung als Bildhauer für Kunst am Bau und für Grabdenkmäler. Nach dem gleichzeitigen Besuch der Städtischen Kunstgewerbeschule vertiefte er nach eigener Aussage seine bildhauerische Ausbildung zwei Jahre lang an der Städelschule. Angeblich von 1897 bis 1900, in Wirklichkeit von 1901 bis 1902 studierte er  an der Königlichen Kunstakademie Brüssel, wo ein von der zeitgenössischen deutschen, akademischen Bildhauerei sehr unterschiedener Stil und ein freierer Umgang mit Material und Form vermittelt wurden, in der Klasse für Modellieren nach der Natur. Die seinerseits behauptete Meisterschülerschaft bei Charles van der Stappen dürfte sich auf Unterricht im Privatatelier des seinerzeitigen Akademiedirektors beziehen. Wohl 1901 wechselte Obst als persönlicher Mitarbeiter in das Atelier von Constantin Meunier in Brüssel. Meunier, der nicht an der Brüsseler Akademie lehrte, konzentrierte sich zu dieser Zeit auf die Darstellung von arbeitenden Menschen, was motivisch wie stilistisch auch im Frühwerk von Obst – innerhalb der deutschen Bildhauerei um 1900 ein singulärer Sonderfall – seinen Niederschlag fand. Durch seine enge Mitarbeit gilt Obst als Meuniers (der keine Lehrverpflichtungen wahrnahm) einziger Schüler und blieb dies bis zu dessen Tod am 4. April 1905. Danach übersiedelte Obst zunächst als freischaffender „akademischer“ Künstler nach Frankfurt am Main, wo er 1908 seitens der Stadt den Auftrag zur bildhauerischen Außengestaltung des neuen Schulgebäudes des Philanthropin erhielt. Obst war Mitglied im Verband der Kunstfreunde in den Ländern am Rhein und beteiligte sich ferner an Ausstellungen des Frankfurter Kunstvereins. 1909 zeigte er auf der Ersten großen Kunst-Ausstellung Wiesbaden neben den Bronzen Flötenspieler und Betender Jude auch einen Entwurf Juda zu einem dann nicht realisierten Judenbrunnen. Im selben Jahr zog er nach Berlin, bewogen durch dortige Aufträge zu Kunst am Bau und vermittelt durch den Magistrats-Baumeister Georg Matzdorff, zugleich Architekt des 1908 eröffneten Philanthropin-Neubaus in Frankfurt. Ab 1910 war Obst in Berlin als Bildhauer ansässig und betrieb, zeitweise in der Lessingstraße 12 in Berlin-Steglitz, eine Werkstatt für Grabmale; die Berliner Adressbücher verzeichnen seine wechselnden Wohn- und Arbeitsstätten. 1910–1911 erfolgte ein Studienaufenthalt in Florenz. Während des Ersten Weltkrieges leistete der Künstler bis zu seiner Entlassung 1919 vier Jahre Militärdienst.
Julius Obst war gläubig bekennender Jude, aktives Mitglied der SPD und Auftragnehmer deutscher Gewerkschaften – seit spätestens 1933 alles Anlass seiner zunehmenden Drangsalierung und schließlich Verfolgung und Vertreibung durch die Nationalsozialisten. 1913 rief man ihn eigens aus Berlin in die Schweiz, um dem soeben verstorbenen August Bebel die Totenmaske abzunehmen; für dasselbe Jahr ist seine Teilnahme am Parteitag der SPD in Jena bezeugt. Für das Hamburger Gewerkschaftshaus fertigte Obst eigener Aussage zufolge im Auftrag des Allgemeinen Deutschen Gewerkschaftsbundes (ADGB) eine Bebel-Büste, die spätestens mit der gewaltsamen Übernahme des Gebäudes durch die Deutsche Arbeitsfront am 2. Mai 1933 zusammen mit dem Gewerkschaftsarchiv „entsorgt“ worden sein dürfte.
Über Obst heißt es in einem Artikel (1911) von Karl Beyer, man könne ihn „einen in das Jüdische übertragenen Meunier nennen“. Hatte Obst während seiner Zeit in Belgien dort wiederholt ausgestellt, war er in Berlin nur selten, so im Jahre 1922 auf der Großen Berliner Kunstausstellung vertreten, als er seine damals schon älteren Plastiken Schneider und Reitender Arbeiter (Zur Tränke) zeigte. Lange waren nur sehr wenige seiner Arbeiten nachgewiesen, obwohl jüdische Lexika bis in die neueste Zeit ihn wie etwa auch Henryk Glicenstein als einen bedeutenden Bildhauer würdigen, wiewohl unter teils irrigen biographischen Angaben. Mit aktuellem Informationsstand 2022 hat die Letter Stiftung in Köln über Jahre einen großen Teil seines dokumentarisch belegten, kleinplastischen Werkes zusammengetragen sowie sein Leben und sein Werk recherchiert und dokumentiert. Letzteres gliedert sich in zwei thematische Großgruppen: Die Welt der Industrie- und der Landarbeit (darin seinem Lehrer und Mentor Meunier verwandt) sowie spezifisch jüdische Themen. Manche der Kompositionen, v. a. den Reitenden Arbeiter (Zur Tränke), einen Kohleminen-Bergmann auf einem Grubenpferd nach dem Schichtende, modifizierte er in teils jeweils mehreren Versionen und Größen. Komposition und Oberflächendurchbildung erweisen einen Individualstil, ehestens noch dem Lehrer Meunier vergleichbar, zwischen Spätimpressionismus und Naturalismus. Damit entziehen sich seine freien Arbeiten dem gängigen Bild des „Schönen“, im Ausdruck vermeiden sie das sonst zeitübliche Spektrum zwischen Pathos, Genre und Idyll. Sein künstlerisch so bedeutendes kleinplastisches Werk scheint noch vor Ausbruch des Ersten Weltkrieges zugunsten der seitdem existenzsichernden Tätigkeit als Grabmal- und Architekturbildhauer zurückgetreten oder gänzlich versiegt zu sein, schrieb doch 1928 in Rückschau Karl Schwarz: „Julius Obsts 'Betender Jude' stellt den aufgewühlten Geist in plastisch gebundener Form dar. Leider sind aber diese verheißungsvollen Anfänge nach einigen kraftvollen Werken nicht zur Reife gelangt. Man muss bedauern, dass die Entwicklungslinie dieses Künstlers so jäh abbricht.“
Bauskulpturale und teils für den Export in Übersee bestimmte Steinarbeiten entstanden in Kooperation mit der 1909 durch Carl Wölfel gegründeten Grasyma Aktiengesellschaft in Wunsiedel. Wiederholter Auftraggeber wurde dem Künstler der Direktor der Berger Tiefbau-Aktiengesellschaft in Berlin, Julius (Juda) Berger. Nach Obsts eigener Aussage zählte auch der Direktor der Telefunken-Aktiengesellschaft in Berlin zu seinen häufigeren Kunden. Zahlreiche Werke von Obst gingen unter oder verloren: Seine 1911 entstandene Büste von Richard Dehmel sowie die im Jahre 1926 im Rathaus von Berlin-Wittenau aufgestellte Bronzefigur Gelöbnis sind verschollen oder wie andere bauplastische Arbeiten vernichtet. Zu den letzteren zählt u. a. die bronzene Halbfigur eines unbekleideten Arbeiters (1913–1914) rechts am Portal des Gewerkschaftshauses in Halle a. d. S.; dieses wurde nach der Machtergreifung durch die Nationalsozialisten am 2. Mai 1933 während einer deutschlandweit konzertierten Aktion gegen Gewerkschaftseinrichtungen durch die Nationalsozialistische Betriebszellenorganisation gestürmt und verwüstet. Wie viele seiner besonders für jüdische Familien auf Berliner Friedhöfen gestalteten Grabdenkmäler und Erbbegräbnisse der mutwilligen oder achtlosen Zerstörung entgingen, steht noch zu ermitteln. Mit der seit 1933 zunehmenden Emigration und Verarmung dieser Klientel infolge staatlicherseits betriebener Entrechtung, Verfolgung und Enteignung verlor der Bildhauer neben Freunden und Förderern auch seine wirtschaftliche Existenzgrundlage.
Julius Obst galt lange als mutmaßlich 1939 in Berlin-Weißensee verstorben. Tatsächlich wurde er, seit Juni 1938 im Rahmen der Aktion Arbeitsscheu Reich, bei der überproportional viele Juden festgesetzt wurden, zeitweise als „arbeitsscheuer Jude“ (in Wirklichkeit wohl mindestens auch aus politischen Gründen) im Konzentrationslager Sachsenhausen unter der Gefangenennummer 2351 interniert (Zugang am 18. Juni 1938, mit unbekanntem Ziel überführt am 1. August 1938). Aus dieser Haft wurde er gleich vielen von dieser Aktion Betroffenen vielleicht noch im Herbst 1938 wieder entlassen; damals drängte das NS-Regime noch deutsche Juden zur Emigration. Am 5. Oktober 1938 verloren die Reisepässe reichsdeutscher Juden ihre Gültigkeit; Obst gelang die Emigration offenbar noch vor Ausbruch des Zweiten Weltkrieges jedoch nicht, wie zeitweilig vermutet, in die USA, sondern nach Uruguay, das damals für eine kurze Zeit auch jüdische Flüchtlinge aus Deutschland und Österreich aufnahm, während das europäische Ausland und Nordamerika sich damals zunehmend einer Aufnahme von Asylsuchenden verweigerten. Noch in Deutschland hatten Julius Obst und seine Ehefrau Anna Obst, geb. Bürkel (die trotz ihrer lt. Heiratsregister von 1909 „mosaischen Religion“ die nationalsozialistische Verfolgung überlebte), sich scheiden lassen. Über die südamerikanischen Lebensjahre von Julius Obst, in denen er auch als Schriftgestalter tätig wurde, konnte trotz intensiver Recherchen seitens der Letter Stiftung, auch unter Mitwirkung der Botschaft der Bundesrepublik Deutschland in Montevideo, bislang nichts weiter ermittelt werden.
Leben und künstlerisches Werk von Julius Obst harren einstweilen noch ihrer öffentlichen Würdigung.

## Werk (Auswahl)
- Sofern nicht anders angegeben: alle Werke Bronze im Wachsausschmelzverfahren, meist ohne Steinsockel.
- um 1900: Mädchen (Büste) (Letter Stiftung, Köln)
- um 1900–1902: Olympischer Sieger (Figur) (Letter Stiftung, Köln)
- zwischen 1900 und 1905: Schnitter (mähend) (Figur) (Letter Stiftung, Köln; zwei Versionen)
- zwischen 1900 und 1905: Schnitter (ruhend) (Figur) (1911 publiziert, Verbleib unbekannt)
- 1901: Arbeiter (Kopf) (Letter Stiftung, Köln)
- 1902: Schneider (Arbeiter) (Figur) (Letter Stiftung, Köln)
- wohl 1902: Betender Jude (Figur) (Letter Stiftung, Köln; Guss 1905)
- um 1902: Kopf eines Frommen (Kopf, Gips) (1903 ausgestellt, Verbleib unbekannt)
- 1904: Betender Jude (Kopf) (Letter Stiftung, Köln; weiteres Ex. in Frankfurt am Main, Jüdisches Museum, Inv.-Nr. JMF 1991-0031)
- um 1904–1906: Metallarbeiter (Figur) (Letter Stiftung, Köln)
- 1905: Jude (mit Gebetsriemen) (Figur) (Letter Stiftung, Köln)
- um 1905: Sämann (Arbeiter) (Figur) (Letter Stiftung, Köln)
- um 1905: Garbenbinder (Arbeiter) (Figur) (Letter Stiftung, Köln)
- seit 1905: Zur Tränke (Reitender Arbeiter) (Gruppe) (Letter Stiftung, Köln; mehrere Versionen und Größen)
- nach 1905: Alter Mann (Figur) (Letter Stiftung, Köln)
- 1906: Ahne (Relieffigur) (Letter Stiftung, Köln)
- 1906: Sackträger (Figur) (Letter Stiftung, Köln)
- spätestens 1907: Frau aus dem Volke (Kopf) (1907 ausgestellt, Verbleib unbekannt)
- (vor) 1907: Mönch (1907 ausgestellt, Verbleib unbekannt)
- 1908: Flötenspieler (Figur) (Letter Stiftung, Köln)
- 1908: Multatuli – ich habe vieles ertragen (Figur) (2014 und 2015 im Kunsthandel)
- (vor) 1908: Heiliger Georg (Studie zu einem Kopf) (1908 ausgestellt, Verbleib unbekannt)
- vor 1909: Heiliger Georg (Kopf) (im Januar 1909 publiziert, Verbleib unbekannt)
- 1911: Richard Dehmel (Büste) (verschollen)
- 1912 oder 1913: Ferdinand Lassalle (Büste) (als Gipsabguss vertrieben durch die Berliner Buchhandlung Vorwärts)
- 1913: August Bebel (Büste, evtl. Marmor) (ehem. Gewerkschaftshaus Hamburg, verschollen; Bronze-Ex. Stiftung Stadtmuseum Berlin, Inv.-Nr. VII 67/356 y)
- 1913–1914: Halbfigur eines unbekleideten Arbeiters (Figur) (ehem. Halle a. d. S., Gewerkschaftshaus, verschollen)
- vor 1917: Männlicher Kopf (Relief) (im Februar 1917 auf Auktion in München offeriert, Verbleib unbekannt)
- 1926: Gelöbnis (Figur) (ehem. Rathaus Berlin-Wittenau, verschollen)

## Belege
1. ↑  Standesamt Charlottenburg III: Heiratsregister. Nr. 587/1909.
2. ↑   Im Archiv des Georg Kolbe Museums, Berlin, befindet sich ein Hefter zur Entschädigungssache Julius Obst, datierend 1964, im Schriftwechsel des Rechtsanwalts Gerhard Falk im Auftrag der (bislang unidentifizierten) Erben nach Julius Obst mit dem Bildhauer Richard Scheibe, der als Gutachter zu kriegsverlustig gegangenen Modellen von Obst angefragt wurde; darin auch die Abschrift eines handschriftlichen Lebenslaufes von Julius Obst, in manchen Details jedoch nachweislich unzutreffend.
3. ↑  Arthur Obst (geb. 30. Mai 1875 in Frankfurt a. M., von dort am 15. September 1942 nach Theresienstadt deportiert, von dort am 16. Mai 1944 ins Konzentrations- und Vernichtungslager Auschwitz überführt).
4. ↑  10. Jahres-Ausstellung der Frankfurter Künstler im Frankfurter Kunstverein 1908: Flötenspieler, Bronze; Studie zu dem Kopf eines „St. Georg“, Bronze .
5. ↑  Ville de Gand. XXXVIIIe exposition. Salon de 1902: Kopf eines Arbeiters, Gips; Jude, Statuette, Gips; Salon des Beaux-Arts, Brüssel, 1903: Statuette, Gips; Kopf eines Frommen, Gips; Kopf eines Arbeiters, Gips; Salon des Beaux-Arts, Brüssel, 1907: Mönch, Bronze und Marmor; Mann, der schneidert, Bronze; Frau aus dem Volke, Bronze und Marmor.
6. ↑  Karl Schwarz: Die Juden in der Kunst, R. Löwit, Wien und Jerusalem, 2. völlig umgearb. und verm. Aufl. 1936 (Erstausg. 1928), S. 216.
7. ↑  Vermutlich Emil Mayer (1885–1953), Direktor seit 1931, als Jude bereits Mitte 1933 zur Emigration in die USA gezwungen.

| Personendaten    | Personendaten       |
| ---------------- | ------------------- |
| NAME             | Obst, Julius        |
| KURZBESCHREIBUNG | deutscher Bildhauer |
| GEBURTSDATUM     | 23. September 1878  |
| GEBURTSORT       | Rödelheim           |
| STERBEDATUM      | 2. Februar 1950     |
| STERBEORT        | Montevideo          |